# Калінінськ
 Калі́нінськ (до 1962 р Баланда́) — місто (з 1962) в Росії, муніципальне утворення у складі Калінінського району Саратовської області.
Населення — 16 061 осіб.

## Географія
Розташований на західній околиці Приволзької височини, на річці Баланда (притока Ведмедиці), за 121 км на захід від Саратова. Залізнична станція Калінінськ-Саратовський Приволзької залізниці, вузол автомобільних доріг Балашов — Саратов (траса М6).

## Назва
У літературних джерелах, до 1917 року, вказується, що існувала легенда, за якою свою назву річки Баланда отримала назву від імені розбійника, який промишляв в тутешніх місцях. Відповідно так і назвали село на річці Баланда, на берегах якої вона була заснована. Хоча з древньотюркської мови Баланда перекладається як рибна річка.

## Історія
Перша згадка про баландинський юрт (місце промислів дикого меду, воску, ягід, грибів, риби, хутрового звіра) відноситься до 2 половини XVI століття. Баландинський юрт був місцем проживання (територією) кочових племен родоплемінного союзу тюркізованих іранців і тюрків — кипчаків.
Першими російськими поселенцями на р. Баланда були козаки, каторжани-втікачі і селяни з центральних районів Московського царства, котрі втікали від гніту кріпацтва. Вся долина річки була покрита лісом. Поруч з річкою було багато глибоководних озер: Боброве, Тростове, Підгірне, Леб'яже, Журавське.
Село Баланда була засноване вихідцями (переселенцями) з України (з Чернігівської і Харківської губерній) в 1680 році.
В 1780-му при утворенні Саратовської губернії Баланда стала волостю Аткарського повіту, Саратовської області, у якій налічувалося понад 7000 жителів, 38 промислових закладів, три трактири, 26 лавок, велика хлібна й інша торгівля. Базари, ярмарки.
В XVIII столітті, до 1797 р, навколишні землі, 38000 десятин, подаровані графу Шереметьєву, одночасно з землею і жилі на ній селяни. Так, були закріпачені графом Шереметєвим селяни села Баланда і села Велика Вільшанка.
З 1797 р в складі Саратовської губернії.
З будівництвом в 1895 році станції Бокової, гілки Рязансько-Уральської залізниці село Баланда набуває популярність великого, торгового села, у якому налічується понад 10 000 жителів, з понад 80-ма промисловими і торговельними закладами. Велика торгівля хлібом і худобою.
З 1897 р — слобода.
В 1919-у село відвідав М. І. Калінін, який 20 липня, виступав тут на мітингах в залізничному депо і на площі, перед жителями села і червоноармійцями 23-ї стрілецької дивізії, 9-ї армії, Південного фронту.
З 11 червня 1928 по 10 січня 1934 р в складі Саратовського округу Нижньо-Волзького краю, центр Баландинського району.
З 1962 р — місто Калінінськ, названий на честь М. І. Калініна (1875–1946 рр.).

## Промисловість
- Заводи «КРИЗ» і «Грейс-Криз» — хімічна промисловість
- Лакофарбовий завод «Спектр-ТП»
- Пивоварний завод «Харчовик»
- М'ясокомбінат «Рамфуд» (не працює)

## Пам'ятки
- Пам'ятник Михайлу Івановичу Калініну, на площі, де він виступав, перед жителями села та червоноармійцями 23-й стрілецької дивізії, 9-й армії, Південного фронту.
- Садиба графів Шереметьєвих — пам'ятник історії та ландшафтної архітектури (знесена близько 60-ти років тому).